# Bhisho
Bhisho is de hoofdstad van de Zuid-Afrikaanse provincie Oost-Kaap; het heeft 11.000 inwoners en is ook de administratieve stad van de Oost-Kaap. Port Elizabeth wordt meestal als de economische stad van Oost-Kaap gezien. Ten tijde van de apartheid was het de hoofdstad van het thuisland Ciskei. Bhisho is het Xhosa-woord voor buffel.

## Geschiedenis
Op 7 september 1992 kwam Bhisho in het nieuws vanwege het zogenaamde bloedbad van Bhisho, waarbij 29 mensen de dood vonden. 100.000 mensen togen naar Bhisho om te demonstreren voor de ontmanteling van Ciskei. Dit zou dan weer onderdeel kunnen worden van het nieuwe Zuid-Afrika, wat zou ontstaan na het democratiseringsproces onder leiding van het Afrikaans Nationaal Congres van Nelson Mandela. De Ciskeise machthebber brigadier Oupa Gqozo weigerde dit echter, wat uiteindelijke uitmondde in een grote protestactie. Tijdens de beschietingen door de Ciskeise politie vonden 28 demonstranten en een politieman de dood. Ook vielen er honderden gewonden.

## Subplaatsen
Het nationaal instituut voor de statistiek, Stats SA, deelt sinds de census 2011 deze hoofdplaats in in 9 zogenaamde subplaatsen (sub place), waarvan de grootste zijn:
Bisho Central • Bisho Hospital • Bisho Park • Tyutyu • Tyutyu North.